# Magnolia guangxiensis
Magnolia guangxiensis este o specie de plante din genul Magnolia, familia Magnoliaceae. A fost descrisă pentru prima dată de Yuh Wu Law și Ren Zhang Zhou, și a primit numele actual de la Yong Keng Sima. Conform Catalogue of Life specia Magnolia guangxiensis nu are subspecii cunoscute.